# Geração de eletricidade
A geração de eletricidade é o primeiro processo na entrega da eletricidade aos consumidores. Outros três processos são transmissão, distribuição e a venda de eletricidade.

## Geração

Gerador hidroelétrico

Para Borges Neto e Carvalho, a geração de eletricidade é um fator de extrema importância na atual sociedade mundial, segmentada em duas vertentes, onde a primeira está ligada diretamente as áreas de estudo de física e engenharia, enquanto a segunda remete ao desenvolvimento social e econômico dos indivíduos, os autores relatam ainda a possibilidade de verificar o nível de desenvolvimento dos países tento como base o nível de consumo energético.
A geração de energia pode ser caracterizada como o impacto de transformação de energias em energia elétrica, resultado de diferentes processos. A energia mecânica é transformada com o uso de turbinas hidráulicas e cata ventos. A transformação direta está ligada ao uso de células fotovoltaicas. Enquanto a transformação proveniente de fontes de calor é relacionada a combustão (termelétricas), e fissão nuclear.
Podemos ainda classificar as fontes primárias como renováveis e não renováveis. Consideram-se renováveis aquelas passíveis de reposição pela própria natureza e em uma velocidade maior do que de extração, como um exemplo as águas de rios, marés, ventos, sol, etc. E as não renováveis, aquelas cuja velocidade de extração é maior que a sua reposição, podendo ser levada a um esgotamento, aqui estão locados os derivados de petróleo e os combustíveis radioativos. 

## Métodos de gerar eletricidade

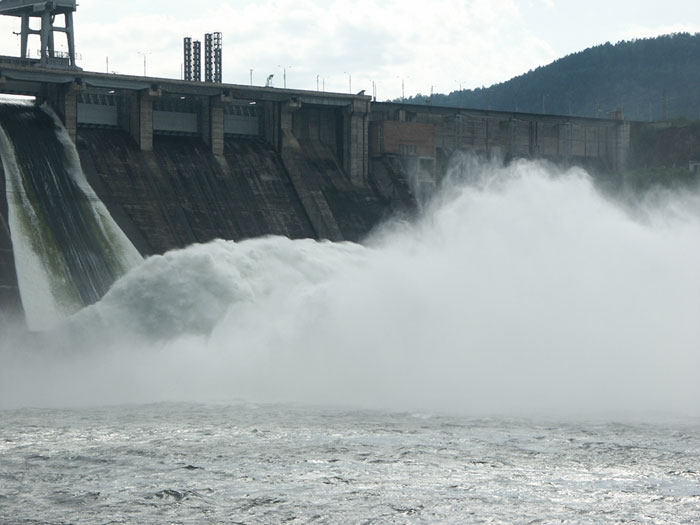
barragem de uma usina hidroelétrica

Para Camargo, Ugaya e Agudelo, a energia elétrica é o resultado de fontes de energias primárias, cuja transformação acontece por meio de conversores, sendo os principais; energia hidráulica, energia térmica, energia atômica, etc. Foi percebido que nas duas últimas décadas está sendo intensificada a pesquisa e a utilização de fontes de energias renováveis, além da hidráulica.

### Energia hidráulica
O Brasil apresenta grande potencial hídrico, por esse motivo, essa é a sua maior fonte de geração de energia, na década de 1990 esse método de geração englobava mais de 90% da potência inserida no país.
Segundo Caus e Michels, quando a água passa pela turbina hidráulica transforma a potência hidráulica em potência mecânica, com o giro da turbina o gerador converte potência mecânica em potência elétrica.

### Energia térmica
A geração de energia térmica envolve a conversão do calor em eletricidade. Existem duas principais formas de geração de energia térmica: através de usinas termelétricas convencionais e usinas nucleares.
Usinas termelétricas convencionais utilizam a queima de combustíveis fósseis, como carvão, petróleo ou gás natural, para produzir calor. Esse calor é então usado para gerar vapor, que aciona turbinas conectadas a geradores, convertendo a energia mecânica em eletricidade. Essas usinas são amplamente utilizadas em muitos países devido à disponibilidade e relativa acessibilidade dos combustíveis fósseis.
As usinas nucleares, por sua vez, utilizam a fissão nuclear do urânio enriquecido para gerar calor. Nesse processo, ocorre a divisão do núcleo atômico do urânio, liberando uma grande quantidade de energia térmica. O calor é transferido para a água, que se transforma em vapor e aciona as turbinas conectadas a geradores para a produção de eletricidade. As usinas nucleares têm uma alta capacidade de geração e são consideradas uma fonte de energia de baixa emissão de carbono.
A geração de energia térmica apresenta vantagens e desafios. Suas principais vantagens incluem a capacidade de produzir eletricidade de forma contínua e em grande escala, contribuindo para a estabilidade do fornecimento energético. No entanto, essa forma de geração de energia também enfrenta desafios significativos relacionados à poluição ambiental e às emissões de gases de efeito estufa. O uso de combustíveis fósseis pode contribuir para o aquecimento global e a poluição do ar. Além disso, a segurança e o gerenciamento dos resíduos nucleares são questões importantes relacionadas às usinas nucleares.
À medida que o mundo busca reduzir as emissões de carbono e mitigar as mudanças climáticas, há um crescente interesse em fontes de energia mais limpas e sustentáveis. As tecnologias de energia renovável, como a solar e a eólica, estão ganhando destaque como alternativas mais sustentáveis para a geração de eletricidade. No entanto, a geração de energia térmica ainda desempenha um papel importante na matriz energética global, sendo uma fonte confiável e amplamente utilizada em muitas partes do mundo.

### Energia renovável
A geração de energia renovável refere-se à produção de eletricidade a partir de fontes de energia naturalmente reabastecíveis e que têm um impacto ambiental mínimo. As principais fontes de energia renovável incluem energia solar, eólica, hidrelétrica, biomassa e geotérmica.
A energia solar é gerada através da conversão da luz solar em eletricidade por meio de painéis fotovoltaicos ou através de sistemas de concentração solar. É uma fonte de energia limpa e amplamente disponível, aproveitando a radiação solar para gerar eletricidade. 
A energia eólica envolve a conversão da energia cinética do vento em eletricidade por meio de turbinas eólicas. O vento é uma fonte de energia renovável abundante e sua utilização para gerar eletricidade tem se expandido rapidamente em todo o mundo.
A energia hidrelétrica aproveita a energia cinética da água em movimento, como rios ou quedas d'água, para gerar eletricidade. As usinas hidrelétricas são uma das fontes mais antigas e amplamente utilizadas de energia renovável.
A biomassa envolve a geração de energia a partir de resíduos orgânicos, como resíduos agrícolas, madeira ou resíduos de alimentos. Essa fonte de energia utiliza processos de combustão ou digestão anaeróbica para produzir calor ou eletricidade.
A energia geotérmica é obtida a partir do calor natural do interior da Terra. É aproveitada por meio da extração de vapor ou água quente para alimentar turbinas e gerar eletricidade.
A geração de energia renovável apresenta várias vantagens. É uma fonte limpa, com baixas emissões de carbono, contribuindo para a redução das mudanças climáticas e a melhoria da qualidade do ar. Além disso, as fontes de energia renovável são virtualmente inesgotáveis e ajudam a diversificar a matriz energética, reduzindo a dependência de combustíveis fósseis e promovendo a segurança energética.
No entanto, a geração de energia renovável também enfrenta desafios. A intermitência e a variabilidade das fontes de energia renovável, como a solar e a eólica, podem requerer soluções de armazenamento ou uma maior integração com a rede elétrica. Além disso, a infraestrutura e os investimentos necessários para a implantação de projetos de energia renovável podem ser desafiadores em termos de custo e planejamento.
A transição para uma matriz energética mais sustentável e baseada em fontes renováveis é fundamental para enfrentar os desafios das mudanças climáticas e alcançar um futuro energético mais limpo e sustentável. O desenvolvimento contínuo de tecnologias, políticas favoráveis e investimentos adequados são essenciais para impulsionar a expansão da geração de energia renovável em escala global.